# Bisdom San Luis

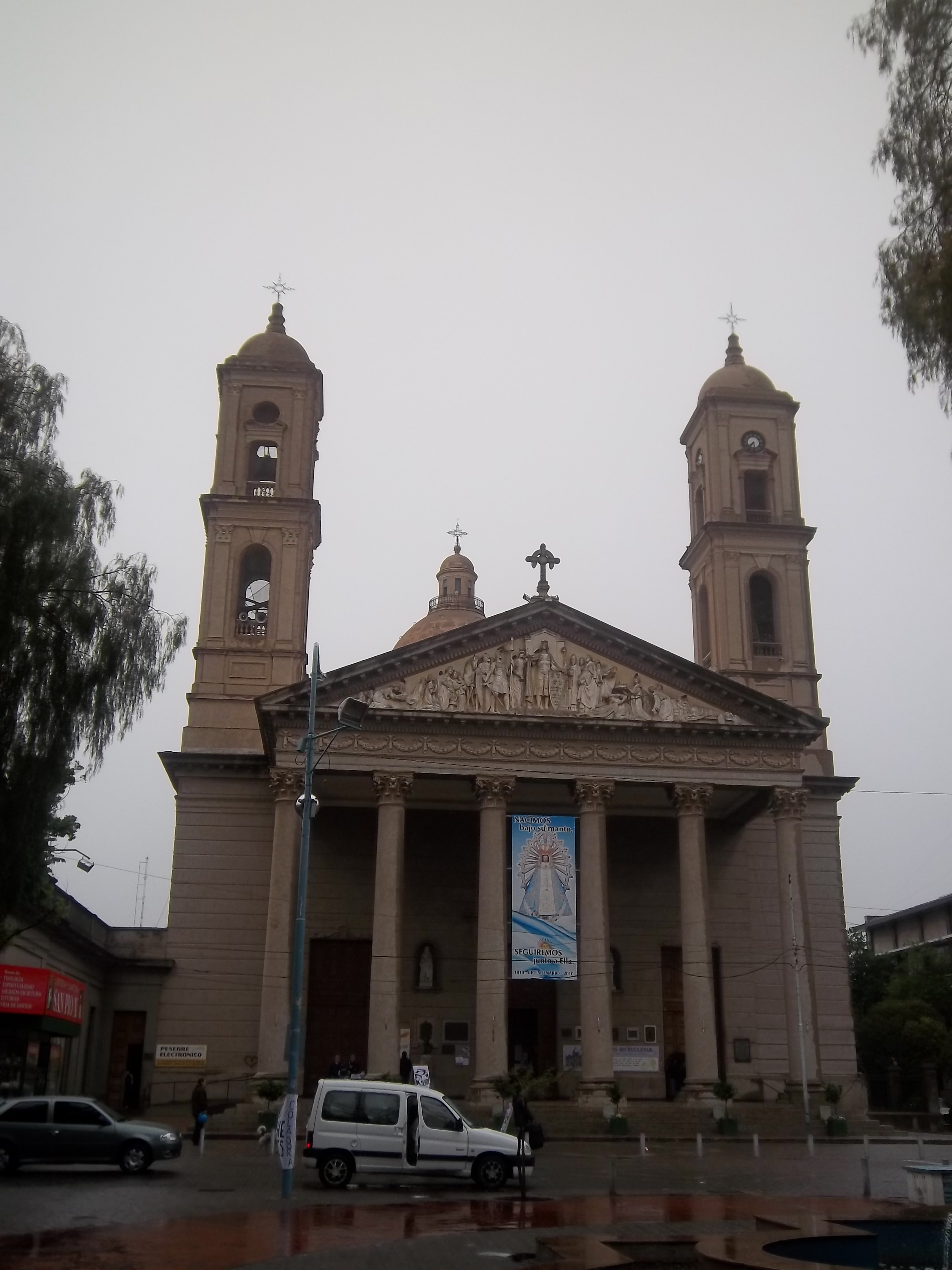
De kathedraal van San Luis

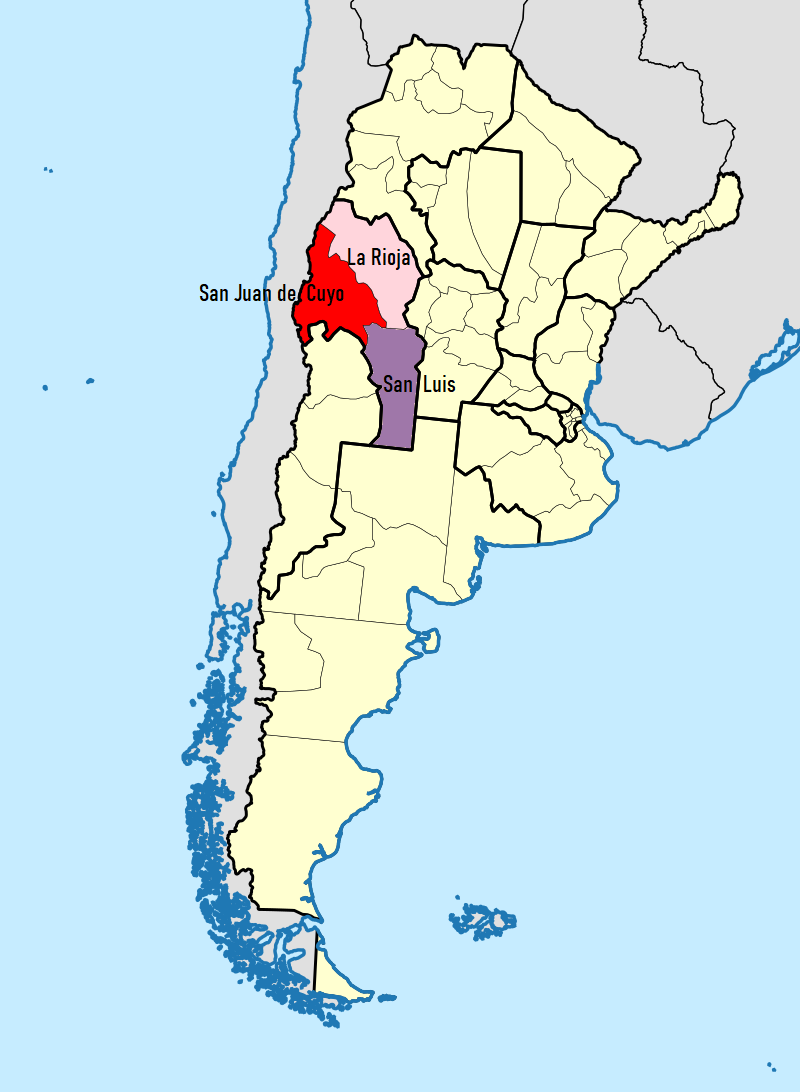
Het bisdom (paars) binnen de kerkprovincie San Juan de Cuyo

Het bisdom San Luis (Latijn: Dioecesis Sancti Ludovici in Argentina) is een rooms-katholiek bisdom met als zetel San Luis in Argentinië. Het bisdom is suffragaan aan het aartsbisdom San Juan de Cuyo. Het bisdom werd opgericht in 1934.
In 2020 telde het bisdom 47 parochies. Het bisdom heeft een oppervlakte van 76.748 km2 en telde in 2020 450.000 inwoners waarvan ongeveer 90% rooms-katholiek waren. 

## Bisschoppen
- Pedro Dionisio Tibiletti (1934-1945)
- Emilio Antonio di Pasquo (1946-1961)
- Carlos María Cafferata (1961-1971)
- Juan Rodolfo Laise, O.F.M. Cap. (1971-2001)
- Jorge Luis Lona (2001-2011)
- Pedro Daniel Martínez Perea (2011-2020)
- Gabriel Bernardo Barba (2020-)

San Juan de Cuyo (aartsbisdom) · La Rioja · San Luis